# Ro (Riva del Po)
Ro (Rò in dialetto ferrarese) è una frazione del comune italiano di Riva del Po della provincia di Ferrara, in Emilia-Romagna.
Fino al 31 dicembre 2018 ha costituito un comune autonomo.

## Geografia fisica

### Territorio
La frazione di Ro si trova vicina all'argine destro del fiume Po e per secoli il suo territorio è stato soggetto a devastanti inondazioni. I terreni sono pianeggianti ed adatti alla pratica dell'agricoltura.

## Storia

Posizione dell'ex comune di Ro all'interno della provincia di Ferrara

Il centro di Ro Ferrarese ha origini antiche, e dopo la devoluzione di Ferrara, quando il governo provinciale passò alla Santa Sede, per un certo periodo l'allora comune svolse un ruolo importante come zona di confine verso nord. Durante il secondo conflitto mondiale venne scelto per conservarvi i preziosi archivi della Legazione pontificia che comprendevano due secoli e mezzo di storia ferrarese dopo gli Este. Nel 1943 i documenti furono trasferiti dal Castello Estense ad un edificio vicino al Comune, che venne bombardato nel 1945. Molta parte di questo archivio, ancora non catalogato e sistemato, andò irreparabilmente distrutto.
In origine comune autonomo, il 1º gennaio 2019 si è fuso con Berra per formare il comune Riva del Po. Contava 3 187 abitanti e faceva parte dell'Unione Terre e Fiumi.

Vecchio stemma comunale

### Simboli
Lo stemma del Comune di Ro era stato concesso con Regio decreto del 6 giugno 1916.
(R.D. 06.06.1916.)
Nello stemma erano riunite la "balzana" nera e argento di Ferrara e una fascia ondata che riproduce il corso del Po.

## Monumenti e luoghi d'interesse

### Architetture religiose
- Chiesa parrocchiale di San Giacomo Maggiore
- Chiesa di San Martino Vescovo nella frazione di Ruina (XVIII secolo)
- Chiesa dell'Assunzione della Beata Maria Vergine nella frazione di Guarda Ferrarese (XII secolo)
- Chiesa dell'Assunzione di Maria Santissima nella frazione di Zocca (XX secolo)

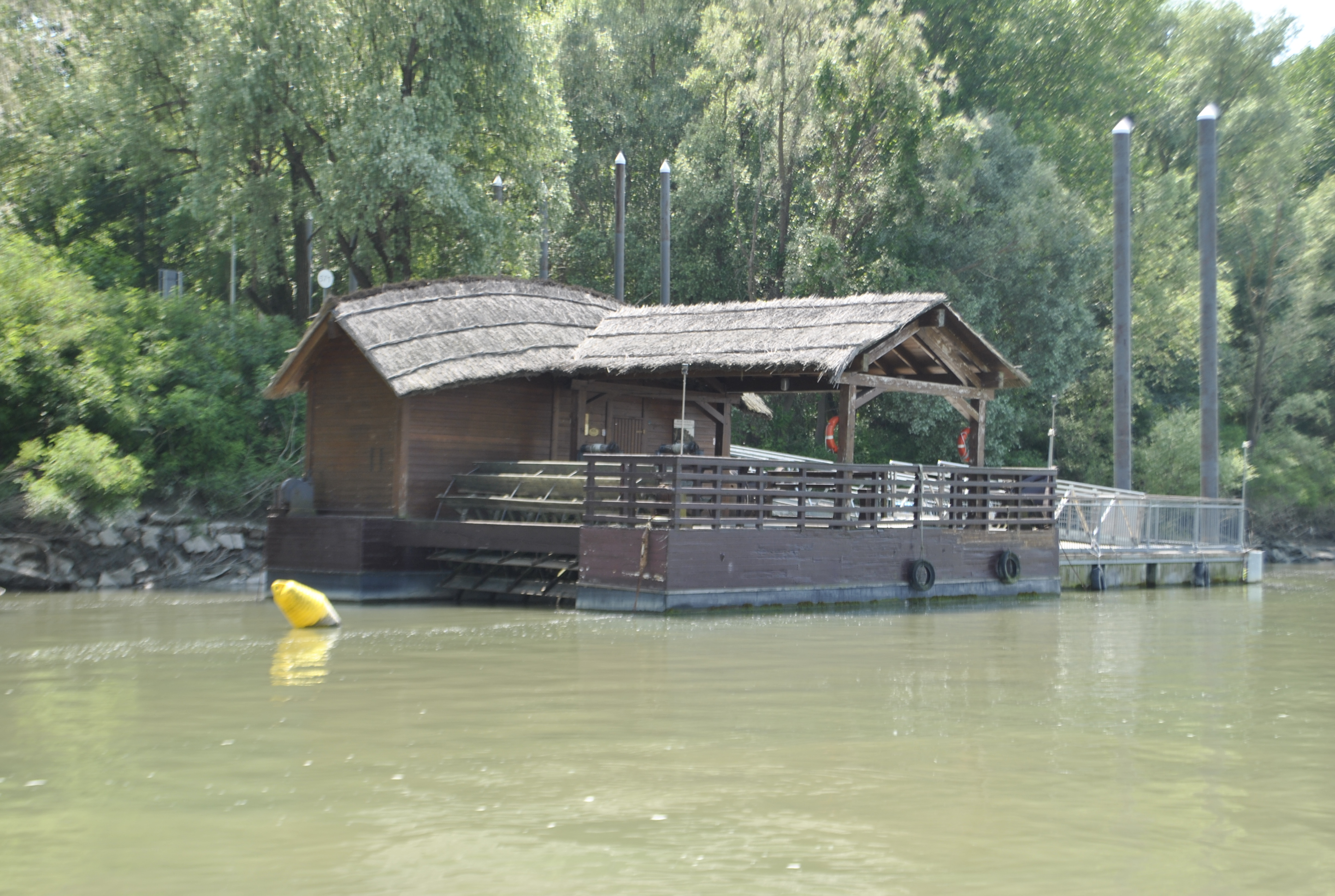
Ricostruzione di un Mulino del Po.

### Architetture civili
- Farmacia Storica Rina e Nino Sgarbi.[6]

### Altro
- Ricostruzione del Mulino del Po

## Società

### Evoluzione demografica
Abitanti censiti

### Istituzioni, enti e associazioni
- Fondazione Elisabetta Sgarbi

## Economia
La vicinanza al fiume Po ne ha fortemente influenzato l'economia, colpita da frequenti alluvioni. Quando la situazione divenne più controllata ebbe uno sviluppo agricolo importante; legato anche alla coltivazione del grano ed alla sua trasformazione in farina grazie ai mulini nella sua zona.

## Amministrazione
Amministrazioni dagli anni novanta.
| Periodo        | Periodo          | Primo cittadino  | Partito                                                        | Carica  | Note  |
| -------------- | ---------------- | ---------------- | -------------------------------------------------------------- | ------- | ----- |
| 18 luglio 1985 | 3 giugno 1990    | Aldino Cavallina | Partito Comunista Italiano                                     | Sindaco | [ 9 ] |
| 20 giugno 1990 | 10 marzo 1992    | Aldino Cavallina | Partito Comunista Italiano, Partito Democratico della Sinistra | Sindaco | [ 9 ] |
| 10 marzo 1992  | 24 aprile 1995   | Marzia Barboni   | Partito Democratico della Sinistra                             | Sindaco | [ 9 ] |
| 24 aprile 1995 | 14 giugno 1999   | Gabriele Raisi   | lista civica                                                   | Sindaco | [ 9 ] |
| 14 giugno 1999 | 14 giugno 2004   | Gabriele Raisi   | Democratici di Sinistra                                        | Sindaco | [ 9 ] |
| 14 giugno 2004 | 7 giugno 2009    | Filippo Parisini | centro-sinistra                                                | Sindaco | [ 9 ] |
| 8 giugno 2009  | 26 maggio 2014   | Filippo Parisini | lista civica                                                   | Sindaco | [ 9 ] |
| 26 maggio 2014 | 31 dicembre 2018 | Antonio Giannini | lista civica Tra terre e fiumi                                 | Sindaco | [ 9 ] |

- Classificazione climatica: zona E, 2274 GR/G

## Cultura

### Eventi
- Sagra della miseria. La manifestazione già nel nome richiama la volontà di riscoprire i piatti poveri e tipici della cultura locale contadina del passato e richiamare il mondo descritto da Riccardo Bacchelli nel suo Il mulino del Po.[10][11][12][13]